# 티파니 영
티파니 영(Tiffany Young, 본명: 스테파니 영 황 (Stephanie Young Hwang), 1989년 8월 1일 ~ )은 대한민국의 가수, 뮤지컬 배우, 모델로 걸 그룹 소녀시대의 메인보컬이자 메인래퍼이다. 2007년 8월 데뷔했으며 2016년 5월에는, 《I Just Wanna Dance》를 발매하고, 솔로 데뷔하였다.2018년 6월, 미국 음악 시장에 솔로로 데뷔했다. 미국 활동명은 '티파니'에 미들 네임을 조합한 티파니 영(Tiffany Young)이다. 첫 번째 싱글 "over my skin"에 이어 2018년 9월 28일, H&M Divided Music Campaign의 뮤즈로서 미국시장 두 번째 싱글 "Teach you"를 발매했다.

## 생애
티파니 영은 1989년 8월 1일 미국 캘리포니아주 샌프란시스코에서 한국계 미국인 2세로 태어났다. 태어났을 때 어머니는 티파니라는 이름을, 아버지는 스테파니라는 이름으로 짓길 원했고 아버지의 말을 따라 스테파니라는 이름으로 짓게 되었다. 이후 캘리포니아에 있는 다이아몬드 바에서 자랐다. 다이아몬드 바에 있는 사우스 포인트 중학교와 다이아몬드 바 고등학교에 다니다가 한국켄트외국인학교를 졸업했다. 2004년 10월 티파니는 오빠의 추천으로 참가 연령 제한이 있는 줄 모른 채 로스앤젤레스의 축제 오디션을 보러 갔다가 만 16세 미만 연령 제한에 따라 자동 탈락했고, 대신 많은 회사들의 캐스팅 명함을 받았다. 많은 회사들 중 티파니는 K-Pop을 처음 접했던 당시 보아가 있는 SM 엔터테인먼트를 선택해 3주만에 한국으로 오게 되었다. 한국으로 오기 전 티파니의 아버지는 좋은 대학을 가길 원하면서 가수의 길을 반대했으나, 5일간 설득한 끝에 한국으로 올 수 있었다. SM 엔터테인먼트에서 3년 동안의 연습기간을 거쳐, 소녀시대로 데뷔에 이르렀다. 소녀시대로 합류한 16살 당시 티파니는 방황을 하기도 했는데, "사실 그 당시 어머니가 돌아가신 지 2년 뒤였고, 그때는 몰랐지만 방황 중이었다. 나에게 즐거움을 준 것은 음악이었다"라고 나중에 말했다.
2007년 8월 2일 소녀시대는 데뷔 싱글 〈다시 만난 세계〉를 발매하며 정식으로 데뷔했다. 이어 첫 정규 앨범 《소녀시대》를 발매해 골든디스크와 서울가요대상에서 신인상을 받았다. 앨범 활동이 끝나고 소녀시대 멤버들은 각자 개인 활동을 시작했는데, 티파니는 김혜성과 함께 2007년 11월부터 2008년 6월까지 Mnet의 《소년소녀 가요백서》에서 진행을 맡아 출연했다. 2008년 4월까지 리패키지 앨범 《Baby Baby》를 발매하며 소녀시대는 첫 정규 앨범 활동을 이어갔다. 4월 7일에는 제시카, 서현과 함께 프로듀싱 그룹 룸메이트가 발표하는 첫 싱글 〈오빠 나빠〉의 객원싱어로 참여했다. 5월에는 《신동엽 신봉선의 샴페인》의 MC로 합류했다.

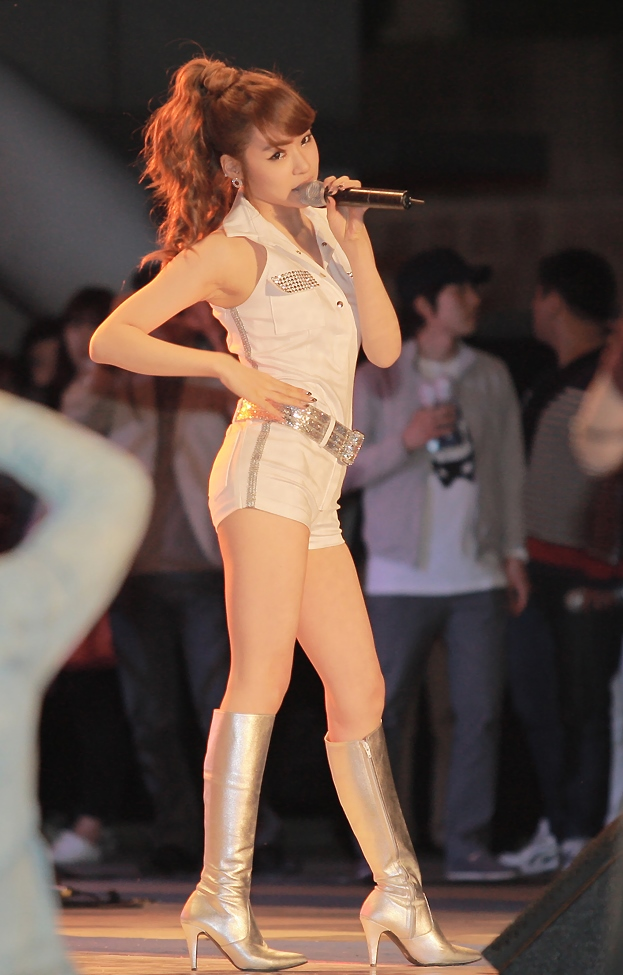
2011년 5월 한양대학교 축제에서 공연중인 티파니

2009년 3월 26일에 첫 번째 솔로곡 《자명고》 O.S.T 〈나 혼자서〉를 발매했다. 같은 해 4월 4일부터 2010년 7월 31일까지 유리와 함께 《쇼! 음악중심》의 MC를 맡았다.
2010년 10월 15일에 두 번째 솔로곡으로 한국관광공사 드라마 《하루》 O.S.T 〈반지〉가 발매했다. 2년 후인 2012년 4월 10일 드라마 《사랑비》 O.S.T.를 발매하였다. 2011년 11월 25일부터 다음 해 1월 29일까지 올림픽공원 우리금융아트홀에서 공연되는 뮤지컬 페임에 카르멘 디아즈 역을 맡아 뮤지컬 무대에 데뷔했다. 같은 해 10월 15일부터 유리와 함께 쇼! 음악중심 공동진행 MC로 복귀했다.
2017년 10월 SM과 계약 만료 후 미국으로 돌아가 연기학교에 다니며 연기공부와 음악 작업을 병행했다.
2018년 6월 28일 디지털 싱글 〈Over My Skin〉으로 컴백을 했다. H&M의 글로벌 뮤직 캠페인을 통해 9월 28일 두 번째 디지털 싱글 〈Teach You〉를 공개했다. 2019년 2월 22일 미국 첫 EP 〈Lips On Lips〉를 발매했고 북미 쇼케이스 투어를 진행했다. 2020년에 열린 뮤지컬 시카고의 오디션에서 200대 1의 경쟁률을 뚫고 록시하트역에 캐스팅되었다. 2021년 뮤지컬 시카고에 록시하트역으로 연기했으며, 뮤지컬 시카고는 서울 공연을 시작으로 전국투어로 진행되었다.

## 학력
- 한국켄트외국인학교 고등부 (졸업)

## 음반 활동

### 미니 앨범

#### 한국
| 순서 | 음반 정보                                    | 트랙 리스트                                                                                 |
| ---- | -------------------------------------------- | ------------------------------------------------------------------------------------------- |
| 1    | I Just Wanna Dance - 발매일: 2016년 5월 11일 | 1. I Just Wanna Dance 2. Talk 3. Fool 4. What Do I Do 5. Yellow Light 6. Once in a Lifetime |

#### 미국
| 순서 | 음반 정보                              | 트랙 리스트                                                                           |
| ---- | -------------------------------------- | ------------------------------------------------------------------------------------- |
| 1    | Lips On Lips - 발매일: 2019년 2월 22일 | 1. Born Again 2. Lips On Lips 3. The Flower 4. Not Barbie 5. Runaway (Feat. Babyface) |

### 디지털 싱글

#### 한국
| 음반 정보                                                         | 트랙 리스트                                                          |
| ----------------------------------------------------------------- | -------------------------------------------------------------------- |
| I Just Wanna Dance (Kago Pengchi Remix) - 발매일: 2016년 5월 23일 | - I Just Wanna Dance (Kago Pengchi Remix)                            |
| Heartbreak Hotel - 발매일: 2016년 6월 10일                        | 1. Heartbreak Hotel (Feat.Simon Dominic) 2. Heartbreak Hotel (Inst.) |

#### 미국
| 음반 정보                                    | 트랙 리스트         |
| -------------------------------------------- | ------------------- |
| Over My Skin - 발매일: 2018년 6월 29일       | - Over My Skin      |
| Teach You - 발매일: 2018년 9월 28일          | - Teach You         |
| Peppermint - 발매일: 2018년 11월 30일        | - Peppermint        |
| Born Again - 발매일: 2019년 1월 25일         | - Born Again        |
| Lips On Lips - 발매일: 2019년 2월 14일       | - Lips On Lips      |
| Magnetic Moon - 발매일: 2019년 8월 2일       | - Magnetic Moon     |
| Run For Your Llfe - 발매일: 2019년 10월 10일 | - Run For Your Llfe |

### OST
- 2007년 SBS 《아들찾아 삼만리》 O.S.T. 《Touch The Sky》
- 2008년 KBS 수목드라마 《쾌도 홍길동》 O.S.T. 《작은 배》 (With.태연, 써니, 제시카, 서현)
- 2008년 마비노기 O.S.T. 《It's Fantastic!》
- 2008년 MBC 수목드라마 《베토벤 바이러스》 O.S.T. 《사랑은 선율을 타고》
- 2009년 SBS 월화드라마 《자명고》 O.S.T. 《나 혼자서》
- 2009년 MBC 수목드라마 《맨땅에 헤딩》 O.S.T. 《Motion》
- 2010년 한국관광공사 관광홍보드라마 《하루》 O.S.T. 《반지》
- 2012년 KBS2 월화드라마 《사랑비》 O.S.T 《그대니까요》
- 2012년 SBS 드라마 스페셜 《아름다운 그대에게》 O.S.T. 《아름다운 그대에게》
- 2013년 SBS 드라마 스페셜 《내 연애의 모든 것》 O.S.T 《한 걸음》
- 2015년 KBS2 월화드라마 《블러드》 O.S.T 《Only One》

### 참여앨범
- 2007년 SM Town 겨울앨범 《2007 Winter SM Town》
- 2008년 룸메이트 《오빠 나빠》 (제시카, 티파니, 서현)
- 2008년 굿모닝팝스 GMP Song 《GMPer's Song!》with 제시카
- 2008년 굿모닝팝스 GMP Song 《Picnic Song!》with 제시카
- 2008년 김동완 정규 2집 THE SECERET《비밀》 나레이션
- 2008년 윤상 스페셜앨범 Song Book 《랄랄라》
- 2009년 케이윌 EP 앨범 《소녀, 사랑을 만나다》피처링
- 2009년 The Blue, The First Memories: 미니앨범《너만을 느끼며》피처링 (With.수영)
- 2011년 SM Town 겨울앨범 《2011 Diamond SM Town》
- 2015년 한희준 《QnA》 피처링
- 2015년 드라마 블러드 OST 《Only One》
- 2015년 언프리티 랩스타2 루디부기 《Ruedy Boogie》 피처링

## 작품 목록

### 텔레비전
| 연도      | 제목                       | 역할        | 비고 |
| --------- | -------------------------- | ----------- | ---- |
| 2007~2008 | 《소년소녀 가요백서》      | 진행        |      |
| 2008      | 《신동엽 신봉선의 샴페인》 | 진행        |      |
| 2009~2010 | 《쇼! 음악중심》           | 진행        |      |
| 2011~2012 | 《쇼! 음악중심》           | 진행        |      |
| 2013~2014 | 《패션왕 코리아》          | 고정 출연자 |      |
| 2015      | 《하트어택》               | 진행        |      |
| 2016      | 《언니들의 슬램덩크》      | 고정 출연자 |      |
| 2020      | 《어쩌다 마주친 그 개》    | 진행        |      |
| 2021      | 《Girls Planet 999》       | 고정 출연자 |      |
| 2023      | 《피크타임》               | 심사 위원   |      |

### 드라마
| 연도 | 제목                | 역할      | 비고   |
| ---- | ------------------- | --------- | ------ |
| 2022 | 《재벌집 막내아들》 | 레이첼    | 16부작 |
| 2024 | 《삼식이 삼촌》     | 레이첼 정 | 16부작 |

### 뮤지컬
| 연도 | 제목       | 역할          | 비고 |
| ---- | ---------- | ------------- | ---- |
| 2011 | 《페임》   | 카르멘 디아즈 |      |
| 2021 | 《시카고》 | 록시 하트     |      |

## FAN·CON

### TIFFANY YOUNG 2025 FAN-CONCERT TOUR [Here for You]
| 개최일          | 도시     | 국가     | 개최지                          |
| --------------- | -------- | -------- | ------------------------------- |
| 2025년 3월 22일 | 호치민   | 베트남   | 누옌두 실내 체육관              |
| 2025년 4월 12일 | 타이베이 | 대만     | 타이베이 인터네셔널 컨벤션 센터 |
| 2025년 4월 19일 | 방콕     | 태국     | 썬더 돔                         |
| 2025년 5월 3일  | 서울     | 대한민국 | 명화 라이브 홀                  |
| 2025년 7월 27일 | 마닐라   | 필리핀   | 삼성 홀, SM 아우라              |

## 쇼케이스

### TIFFANY SHOWCASE "I Just Wanna Dance"
| 개최일          | 도시 | 국가     | 개최지         |
| --------------- | ---- | -------- | -------------- |
| 2016년 5월 10일 | 서울 | 대한민국 | SMTOWN THEATER |

## 팬미팅

### TIFFANY 27th BIRTHDAY PARTY
| 개최일         | 도시 | 국가     | 개최지         |
| -------------- | ---- | -------- | -------------- |
| 2015년 8월 1일 | 서울 | 대한민국 | SMTOWN THEATER |

### TIFFANY 28th BIRTHDAY PARTY
| 개최일          | 도시 | 국가     | 개최지         |
| --------------- | ---- | -------- | -------------- |
| 2016년 7월 23일 | 서울 | 대한민국 | SMTOWN THEATER |

### TIFFANY YOUNG ASIA FAN MEETING TOUR
| 개최일          | 도시     | 국가 | 개최지                          |
| --------------- | -------- | ---- | ------------------------------- |
| 2018년 9월 21일 | 방콕     | 태국 | MCC 홀                          |
| 2018년 9월 23일 | 타이베이 | 대만 | 타이베이 인터네셔널 컨벤션 센터 |

### TIFFANY YOUNG Fanmeeting in Bangkok 'FOREVER WISHING'
| 개최일          | 도시 | 국가 | 개최지  |
| --------------- | ---- | ---- | ------- |
| 2023년 2월 25일 | 방콕 | 태국 | 썬더 돔 |

## 수상 및 후보 목록
| 연도 | 시상식                          | 후보                   | 부문                        | 결과 | 출처   |
| ---- | ------------------------------- | ---------------------- | --------------------------- | ---- | ------ |
| 2008 | Mnet 20's Choice                | 본인                   | HOT 스쿨걸                  | 후보 |        |
| 2009 | Mnet 아시안 뮤직 어워드         | 〈나 혼자서〉          | OST상                       | 후보 | [ 21 ] |
| 2011 | MBC 방송연예대상                | 《쇼! 음악중심》       | 특별상: MC 부문             | 수상 | [ 22 ] |
| 2016 | Mnet 아시안 뮤직 어워드         | 〈I Just Wanna Dance〉 | 베스트 댄스 퍼포먼스 솔로   | 후보 |        |
| 2016 | Mnet 아시안 뮤직 어워드         | 〈I Just Wanna Dance〉 | 올해의 노래상               | 후보 |        |
| 2018 | BreakTudo 어워드                | 본인                   | K-pop Female Artist         | 수상 |        |
| 2019 | 2019 아이하트라디오 뮤직 어워즈 | 본인                   | 베스트 솔로 브레이크아웃 상 | 수상 |        |
| 2021 | 제 9회 대한민국 예술문화인대상  | 본인                   | 뮤지컬 부문 대상            | 수상 |        |

### 가요 프로그램 1위
| 연도            | 수상 내역 (총 2회) |
| --------------- | --- |
| 2016년 (총 2회) | - I Just Wanna Dance (총 2회) - 5월 17일 SBS MTV 《더 쇼 시즌5》 더 쇼 초이스 - 5월 18일 MBC Music 《쇼 챔피언》 챔피언 송 |